# William L. Shirer

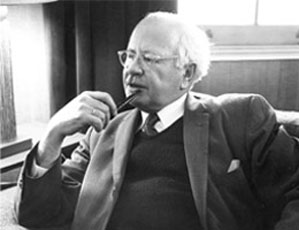
William L. Shirer (1961)

William Lawrence Shirer (* 23. Februar 1904 in Chicago; † 28. Dezember 1993 in Boston) war ein  US-amerikanischer Historiker, Journalist und Publizist. Er gilt als der bekannteste jener unabhängigen Zeitzeugen, die als Journalisten, Diplomaten oder Geschäftsleute über das Leben im Dritten Reich berichteten. Seine wichtigsten Bücher, sein Berliner Tagebuch und die 1961 erschienene Studie Aufstieg und Fall des Dritten Reiches, wurden in mehr als ein Dutzend Sprachen übersetzt.

## Familie und Ausbildung
William Lawrence Shirer wurde als Sohn von Seward Smith Shirer und Bessie Tanner geboren. Er hatte einen jüngeren Bruder und eine ältere Schwester. Der Vater war Bezirksstaatsanwalt in Chicago und starb 1913 als Folge einer Blinddarmentzündung an einer Bauchfellentzündung. Die Mutter ging mit ihren allesamt minderjährigen Kindern zurück zu ihrer Familie nach Cedar Rapids in Iowa, wo Shirer die Washington High School und anschließend das Coe College besuchte. Bereits während seiner Schul- und Studentenzeit berichtete der Junge für die Schülerzeitung des Colleges und die Sportseite des Cedar Rapids Republican.
1931 heiratete Shirer in Wien die österreichische Fotografin Theresa (Tess) Stiberitz, mit der er zwei Töchter hatte, Inga und Linda. Anfang der 1970er Jahre ließ das Paar sich scheiden. Shirer heiratete die russischstämmige Lehrerin Irina Lugovskaya. Die zweite Ehe blieb kinderlos.

## Tätigkeit
Shirer war von 1925 bis 1933 als Auslandskorrespondent für die Chicago Tribune tätig und 1925 zunächst in Paris stationiert, um anschließend den Nahen Osten, Britisch-Indien und Europa zu bereisen. Von 1926 bis 1932 war er Leiter des europäischen Büros. Zwischen 1934 und 1940 lebte und arbeitete er in Berlin, bis 1937 als Korrespondent der Nachrichtenagentur Universal News Service von William Randolph Hearst.
Dann lernte er Ed Murrow kennen, der 1937 als Direktor von CBS Europa nach London versetzt wurde und Shirer als Europaberichterstatter und Rundfunkreporter für die „Columbia Broadcasting Berlin“ mit Standort Berlin engagierte. Sie wurden enge Freunde. Der Rundfunkjournalismus steckte noch in den Kinderschuhen, als sich Shirer und sein Kollege und Vorgesetzter Ed Murrow daran machten, Rundfunknachrichten nicht nur als Schlagzeilen, sondern als unmittelbaren Nachrichtenjournalismus mit einem ganz eigenen Format zu senden. Das erste Mal überhaupt gab es direkte Nachrichtenübertragungen, vor Ort, aus verschiedenen Städten. Das ganze Potential des neuen Mediums wurde gerade erst erforscht, als 1939 der Zweite Weltkrieg begann, das Radio zum Massenmedium aufstieg und auch für Propaganda genutzt wurde. Die erste große Reportage der beiden war ein Bericht über den Anschluss Österreichs an das Deutsche Reich.
Die Sternstunde seiner Karriere erlebte Shirer aber am 21. Juni 1940, als er von einer kleinen Lichtung im Wald von Compiègne aus direkt über die für Frankreich so demütigende Unterzeichnung des Waffenstillstandsabkommens berichtete. In dieser Zeit wurden die Bedingungen für Auslandskorrespondenten im Dritten Reich immer schwieriger. Frustriert von der zunehmenden Zensur und den schlechten Arbeitsbedingungen reiste Shirer im Herbst 1940 aus Berlin aus. Er verließ Deutschland, noch bevor die NS-Justiz ihn wegen angeblicher Spionage anklagen und festsetzen konnte. 1941 veröffentlichte Shirer sein „Berlin Diary“. Nach seinem Tod stellte sich heraus, dass er die Druckfassung des „Berlin Diary“ gegenüber dem Urmanuskript „kräftig redigiert“ hatte, d .h., dass diese Urfassung entschieden NS-freundlicher war als die Druckausgabe.
Er schloss sich dem Writers' War Board an, einer 1942 gegründeten privaten Organisation mit Beziehungen zum Weißen Haus, die die Propagandaaktivitäten amerikanischer Schriftsteller und Journalisten koordinieren wollte. Später wurde er Mitglied der Society to prevent World War III (dt.: Gesellschaft zur Verhinderung des Dritten Weltkrieges), die für Härte gegenüber dem besiegten Deutschland plädierte. In seinen Reportagen stellte er die Unbußfertigkeit der Deutschen ins Zentrum. 1947 wurde er von CBS entlassen.
1946 kam Shirer nach Deutschland zurück und nahm als Beobachter an mehreren Nürnberger Prozessen teil.
1947 kehrte Shirer in die USA zurück; Zusammenarbeit und Freundschaft von Murrow und Shirer wurden durch das Ausscheiden Shirers bei CBS beendet. Der Sponsor seiner Sendung hatte sich zurückgezogen, einen Ersatz gab es nicht, was Auswirkung auf die Bezahlung Shirers hatte. Shirer behauptete, Murrow und der Sender hätten ihn fallen gelassen, nachdem er sich kritisch über die Truman-Doktrin geäußert hatte.
Fortan widmete sich Shirer schriftstellerischer Tätigkeit. 1960 erschien sein umfangreiches Werk Aufstieg und Fall des Dritten Reiches, eine der ersten umfassenden Analysen Nazideutschlands, das sich auf 485 Tonnen Originaldokumente aus den verschiedenen Archiven der Regierung der Nationalsozialisten stützt. Dafür erhielt er im selben Jahr in der Kategorie Sachbuch den National Book Award sowie vom Branchenblatt Publishers Weekly den Carey-Thomas Award. Die deutsche Übersetzung folgte 1961. 1983 wurde er mit dem George Polk Award für Journalismus ausgezeichnet.
Shirer starb im Alter von 89 Jahren im Massachusetts General Hospital, wo er mit Herzproblemen eingeliefert worden war.

## Werke
- Berlin Diary: The Journal of a Foreign Correspondent, 1934–1941 (1941)
- End of a Berlin Diary (1947)
- The Traitor (1950, Roman)
- Mid-century Journey (1952)
- Stranger Come Home (1954, Roman)
- The Challenge of Scandinavia (1955)
- The Consul's Wife (1956, Roman)
- The Rise and Fall of the Third Reich: A History of Nazi Germany (1960)
- The Rise and Fall of Adolf Hitler (1961)
- The Sinking of the Bismarck (1962)
- The Collapse of the Third Republic: An Inquiry into the Fall of France in 1940 (1969)
- The Start 1904–1930 (20th Century Journey, A Memoir of a Life and the Times, Band I, 1976, Memoiren)
- Gandhi: A Memoir (1979)
- The Nightmare Years 1930–1940 (20th Century Journey, A Memoir of a Life and the Times, Band II, 1984, Memoiren)
- A Native's Return 1945–1988 (20th Century Journey, A Memoir of a Life and the Times, Band III; 1990, Memoiren)
- Love and Hatred: The Troubled Marriage of Leo and Sonya Tolstoy (1994)

In deutscher Übersetzung erschienen insbesondere:
- Aufstieg und Fall des Dritten Reiches. 1961, ISBN 3-933366-61-5. (Der deutsch-amerikanische Historiker Klaus Epstein schrieb 1962 eine sehr kritische Rezension.)[6]
- Der Zusammenbruch Frankreichs – Aufstieg und Fall der Dritten Republik 1970, ISBN 3-453-48040-6
- Das Jahrzehnt des Unheils. 1984, ISBN 3-502-16677-3
- Berliner Tagebuch – Aufzeichnungen 1934–1941. 1991, ISBN 3-379-01514-8
- Berliner Tagebuch – Das Ende 1944–1945. 1994, ISBN 3-378-00559-9
- Clemens Vollnhals (Hrsg.): This is Berlin. Rundfunkreportagen aus Deutschland 1939–1940. 2001, ISBN 3-378-01041-X